# Chrysallida fenestrata
Chrysallida fenestrata är en snäckart som först beskrevs av John Gwyn Jeffreys 1848.  Chrysallida fenestrata ingår i släktet Chrysallida, och familjen Pyramidellidae. Det är osäkert om arten förekommer i Sverige.

## Bildgalleri

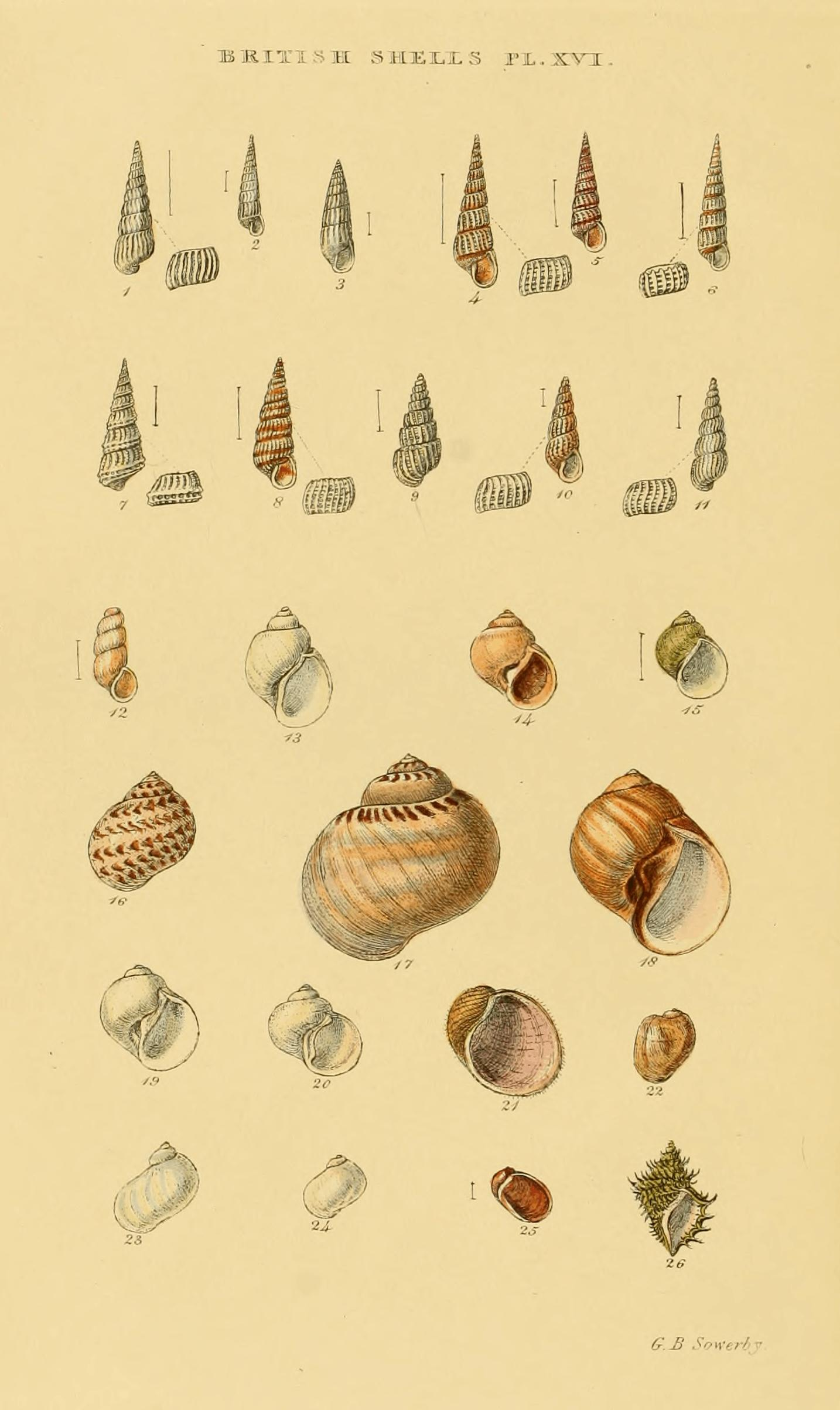